# ATP Finals 2023

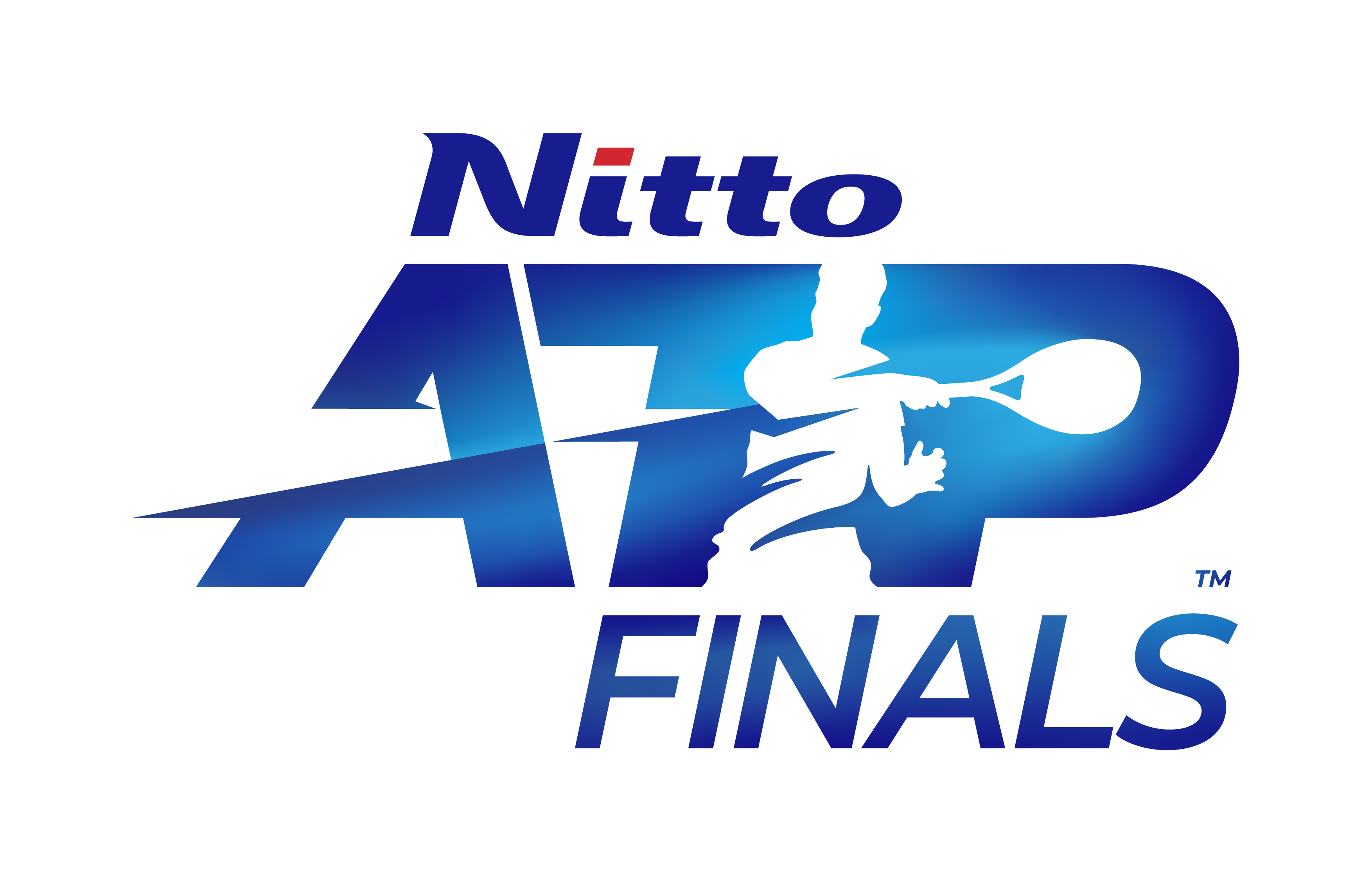
Logo de las Nitto ATP Finals

Las Finales de la ATP o Nitto ATP Finals 2023  fue un torneo de tenis masculino que se jugó en la Pala Alpitour en Turín, Italia, del 12 al 19 de noviembre de 2023. Fue el evento de final de temporada para los jugadores de individuales y dobles mejor clasificados en el ATP Tour 2023.
Esta fue la tercera vez que Turín celebrara los campeonatos de fin de año del ATP Tour. Fue la 54.ª edición del torneo (49.ª en dobles). El torneo estuvo dirigido por la Asociación de Profesionales de Tenis (ATP) y forma parte del ATP Tour 2023. El evento se llevó a cabo en canchas duras cubiertas. Sirvió como campeonato de final de temporada para los jugadores del ATP Tour.

## Formato
El "ATP Finals" tiene un round-robin, con ocho jugadores/equipos divididos en dos grupos de cuatro. Las ocho cabezas de serie están determinados por la clasificación de la ATP y la clasificación de equipos en dobles de la ATP el lunes después del último torneo del ATP World Tour del año. Todos los partidos en individuales son al mejor de tres sets con tie-break en cada set, incluida la final. Todos los partidos de dobles son a dos sets y un supertie-break.

## Puntos y premios en efectivo
|                                     | Individuales    | Dobles1       | Puntos   |
| ----------------------------------- | --------------- | ------------- | -------- |
| Campeón                             | RR + $2,201,000 | RR + $351,000 | RR + 900 |
| Finalista                           | RR + $1,105,000 | RR + $175,650 | RR + 400 |
| Victoria por partido en round robin | $390,000        | $95,000       | 200      |
| Pago por participación              | $325,500        | $132,000      | —        |
| Suplentes                           | $152,500        | $50,850       | —        |

- RR es puntos o premios en efectivo ganados en el round robin.
- 1 Premios en efectivos en dobles es por equipo.

## Clasificación
Los ocho mejores jugadores (o equipos) con la mayor cantidad de puntos acumulados en Grand Slam y ATP World Tour durante todo el año calificarán al ATP Finals 2023. Los puntos contables incluyen a ingresados durante todo el calendario tenístico 2023 y los últimos torneos Challengers del año pasado, posteriores al ATP World Tour Finals 2022.
Para clasificar, un jugador que acabe la temporada pasada en el top 30 debe de competir obligatoriamente en los cuatro torneos de Grand Slam y en los ocho torneos ATP World Tour Masters 1000 a excepción de Masters de Montecarlo que no es obligatoria su presentación durante la temporada. También se pueden contabilizar sus seis mejores resultados en torneos ATP World Tour 500 ATP World Tour 250 y otros eventos (Challengers, Futures, Juegos Olímpicos dependiendo de su clasificación. Para contar esos mejores seis resultados, los jugadores deben tener que participar en torneos ATP World Tour 500 – cuatro por año (al menos uno después del US Open).
Adicionalmente, los jugadores ya no se comprometerán a inscribirse en los eventos 500 con 12 semanas de anticipación, sino que lo podrán hacer con 6 semanas de anticipación. Si un jugador decide jugar en un Grand Slam o ATP World Tour Masters 1000, este debe de contabilizar los puntos obtenidos, incluso sí sumó "cero puntos" porque se perdió el evento. Sí un jugador no juega suficientes torneos ATP 500 y no tiene una aparición en un ATP 250 o en un Challenger con un mejor resultado. Si un jugador no juega suficientes ATP 250 o torneos Challenger, el World Team Championship es contabilizado en lugar de los ATP 250 (si el jugador archivó mejores resultados en los torneos mencionados anteriormente). Sí un jugador no se puede presentar en todas las categorías requeridas (por una lesión), todos los resultados de los ATP 250 o Challenger son incluidos en los 18 torneos sumatorios para las finales. En dobles, los puntos de los Challenger están excluidos.

## Carrera al campeonato

### Individuales
- Ranking actualizado al 5 de noviembre de 2023.

     Aquellos jugadores en oro están clasificados.
| AUS           | RG                 | WIM     | USO     | IW      | MIA     | MON    | MAD    | ROM    | CAN    | CIN    | SHA    | PAR    | 1      | 2      | 3     | 4      | 5      | 6      |        |        |      |    |   |
| 1             | Novak Djokovic     | G 2000  | G 2000  | F 1200  | G 2000  | A 0    | A 0    | R16 90 | A 0    | CF 180 | A 0    | G 1000 | A 0    | G 1000 | G 250 | SF 180 | CF 90  |        |        |        | 9945 | 10 | 6 |
| 2             | Carlos Alcaraz     | A 0     | SF 720  | G 2000  | SF 720  | G 1000 | SF 360 | A 0    | G 1000 | R32 45 | CF 180 | F 600  | R16 90 | R32 45 | G 500 | G 500  | F 300  | G 250  | SF 180 |        | 8445 | 15 | 6 |
| 3             | Daniil Medvédev    | R32 90  | R128 10 | SF 720  | F 1200  | F 600  | G 1000 | CF 180 | R16 90 | G 1000 | CF 180 | R16 90 | R16 90 | R32 45 | G 500 | G 500  | F 300  | F 300  | G 250  | SF 90  | 7235 | 20 | 5 |
| 4             | Jannik Sinner      | R16 180 | R64 45  | SF 720  | R16 180 | SF 360 | F 600  | SF 360 | A 0    | R16 90 | G 1000 | A 0    | R16 90 | R32 45 | G 500 | G 500  | F 300  | G 250  | CF 90  | CF 90  | 5445 | 20 | 4 |
| 5             | Andrey Rublev      | CF 360  | R32 90  | CF 360  | CF 360  | R16 90 | R16 90 | G 1000 | R16 90 | R16 90 | A 0    | R32 10 | F 600  | SF 360 | F 300 | F 300  | G 250  | SF 180 | F 150  | CF 45  | 4805 | 23 | 2 |
| 6             | Stefanos Tsitsipas | F 1200  | CF 360  | R16 180 | R64 45  | R64 10 | R16 90 | CF 180 | CF 180 | SF 360 | R32 10 | R16 90 | R32 45 | SF 360 | F 300 | G 250  | SF 180 | SF 225 | SF 90  | R16 45 | 4235 | 22 | 1 |
| 7             | Alexander Zverev   | R64 45  | SF 720  | R32 90  | CF 360  | R16 90 | A 0    | R16 90 | R16 90 | R16 90 | R32 45 | SF 180 | R64 10 | R32 45 | G 500 | G 250  | SF 180 | SF 180 | SF 180 | SF 90  | 3540 | 25 | 2 |
| 8             | Holger Rune        | R16 180 | CF 360  | CF 360  | R128 10 | R32 45 | R16 90 | F 600  | R32 45 | F 600  | R32 10 | R32 10 | R64 10 | R32 45 | G 250 | SF 180 | SF 180 | SF 180 | SF 90  | R16 45 | 3280 | 21 | 1 |
| ↓ suplentes ↓ |                    |         |         |         |         |        |        |        |        |        |        |        |        |        |       |        |        |        |        |        |      |    |   |
| 9             | Hubert Hurkacz     | R16 180 | R32 90  | R16 180 | R64 45  | R32 45 | R32 45 | R16 90 | R32 45 | R64 10 | R16 90 | SF 360 | G 1000 | CF 180 | F 300 | G 250  | CF 90  | SF 90  | SF 75  | R16 45 | 3245 | 22 | 2 |
| 10            | Taylor Fritz       | R64 45  | R32 90  | R64 45  | CF 360  | CF 180 | CF 180 | SF 360 | R16 90 | A 0    | R16 90 | CF 180 | R32 45 | R32 45 | G 350 | G 250  | G 250  | SF 180 | SF 180 | SF 90  | 3100 | 25 | 3 |

### Dobles
- Ranking actualizado al 5 de noviembre de 2023.

     Aquellos parejas en oro están clasificados.

| Rank.         | Equipo                                   | Puntos | Puntos | Puntos | Puntos | Puntos | Puntos  | Puntos  | Puntos | Puntos  | Puntos  | Puntos  | Puntos | Puntos | Puntos | Puntos | Puntos | Puntos | Puntos | Puntos | Puntos totales | Torneos | Título |
| Rank.         | Equipo                                   | 1      | 2      | 3      | 4      | 5      | 6       | 7       | 8      | 9       | 10      | 11      | 12     | 13     | 14     | 15     | 16     | 17     | 18     | 19     | Puntos totales | Torneos | Título |
| ------------- | ---------------------------------------- | ------ | ------ | ------ | ------ | ------ | ------- | ------- | ------ | ------- | ------- | ------- | ------ | ------ | ------ | ------ | ------ | ------ | ------ | ------ | -------------- | ------- | ------ |
| 1             | Ivan Dodig Austin Krajicek               | G 2000 | G 1000 | SF 720 | G 500  | G 500  | G 500   | SF 360  | CF 180 | F 150   | F 150   | R32 90  | R16 90 | CF 90  | R64 0  | R32 0  | R32 0  | R32 0  | R16 0  | R16 90 | 6330           | 19      | 5      |
| 2             | Wesley Koolhof Neal Skupski              | G 2000 | F 600  | CF 360 | CF 360 | SF 360 | F 300   | F 300   | G 250  | R16 180 | CF 180  | CF 180  | CF 180 | CF 180 | SF 180 | SF 180 | SF 90  | R16 0  | R16 0  | R16 0  | 5880           | 22      | 2      |
| 3             | Rohan Bopanna Matthew Ebden              | F 1200 | G 1000 | F 600  | F 600  | F 600  | F 300   | G 250   | CF 180 | SF 180  | R16 90  | R16 90  | CF 90  | SF 90  | R64 0  | R64 0  | R16 0  | R32 0  | R16 0  | R16 0  | 5990           | 20      | 2      |
| 4             | Santiago González Édouard Roger-Vasselin | G 1000 | G 1000 | G 500  | SF 360 | SF 360 | SF 360  | G 250   | G 250  | R16 180 | R16 180 | R16 180 | CF 180 | SF 180 | SF 180 | R32 90 | R16 90 | CF 90  | CF 90  | SF 90  | 5565           | 26      | 5      |
| 5             | Marcel Granollers Horacio Zeballos       | F 1200 | G 1000 | SF 720 | SF 720 | SF 360 | SF 360  | R16 180 | CF 180 | F 150   | CF 90   | SF 90   | CF 45  | CF 32  | R32 0  | R32 0  | R32 0  | R32 0  | R32 0  | R16 0  | 5127           | 20      | 1      |
| 6             | Rajeev Ram Joe Salisbury                 | G 2000 | F 600  | G 500  | SF 360 | G 250  | R16 180 | R16 180 | CF 180 | R16 90  | R16 90  | CF 90   | CF 90  | SF 90  | SF 90  | CF 32  | R64 0  | R16 0  | R16 0  | R32 0  | 4822           | 22      | 3      |
| 7             | Máximo González Andrés Molteni           | G 1000 | G 545  | G 500  | G 500  | CF 360 | CF 360  | G 250   | CF 180 | CF 180  | F 100   | R32 90  | R16 90 | SF 90  | CF 45  | CF 45  | CF 45  | R64 0  | R64 0  | R32 0  | 4380           | 25      | 5      |
| 8§            | Rinky Hijikata Jason Kubler              | G 2000 | R32 90 | CF 45  | CF 45  | R64 0  | R32 0   | R32 0   | R32 0  |         |         |         |        |        |        |        |        |        |        |        | 2180           | 8       | 1      |
| ↓ suplentes ↓ |                                          |        |        |        |        |        |         |         |        |         |         |         |        |        |        |        |        |        |        |        |                |         |        |
| 9             | Nathaniel Lammons Jackson Withrow        | CF 360 | CF 360 | SF 360 | F 300  | F 300  | G 250   | G 250   | G 250  | G 250   | CF 180  | SF 180  | G 175  | F 150  | F 150  | F 150  | R16 90 | R16 90 | CF 90  | CF 90  | 4025           | 32      | 4      |
| 10            | Marcelo Arévalo Jean-Julien Rojer        | G 1000 | CF 360 | CF 360 | SF 360 | G 250  | G 250   | CF 180  | CF 180 | R16 180 | SF 180  | SF 180  | R32 90 | R16 90 | CF 90  | SF 90  | R32 0  | R32 0  | R32 0  | R16 0  | 3840           | 23      | 3      |

- § Hijikata / Kubler se clasificaron como uno de los campeones de dobles de Grand Slam de este año tras estar entre los 20 primeros clasificados.

## Finales

### Individual
| Fecha      | Hora¹ | Enfrentamiento    | Enfrentamiento | Enfrentamiento     | Marcador |
| ---------- | ----- | ----------------- | -------------- | ------------------ | -------- |
| 19.11.2023 | 18:00 | Jannik Sinner [4] | 0-2            | Novak Djokovic [1] | 3-6, 3-6 |

- (¹) -  Hora local de Turín (UTC +1)

### Dobles
| Fecha    | Hora¹ | Partido                                | Partido | Partido                      | Resultado |
| -------- | ----- | -------------------------------------- | ------- | ---------------------------- | --------- |
| 19.11.23 | 15.00 | Marcel Granollers Horacio Zeballos [5] | 0-2     | Rajeev Ram Joe Salisbury [6] | 3-6, 4-6  |

- (¹) -  Hora local de Turín (UTC +0)